# Порту-Сегуру
Порту-Сегуру (порт. Porto Seguro)  —  муниципалитет в Бразилии, входит в штат Баия. Составная часть мезорегиона Юг штата Баия. Входит в экономико-статистический микрорегион Порту-Сегуру. Население составляет 140 692 человека на 2006 год. Занимает площадь 2 285,734 км². Плотность населения — 58,2 чел./км².

## История
Город основан 30 июня 1891 года. Однако ещё в 1500 году в окрестностях будущего города в местности  Terra da Vera Cruz высадилась следовавшая в Индию португальская экспедиция Педру Алвариша Кабрала, открывшая Бразилию для европейцев.

## Статистика
- Валовой внутренний продукт на 2005 год составляет 547 850,00 реалов (данные: Бразильский институт географии и статистики).
- Валовой внутренний продукт на душу населения на 2005 год составляет 4 089,00 реалов (данные: Бразильский институт географии и статистики).
- Индекс развития человеческого потенциала на 2000 год составляет 0,699 (данные: Программа развития ООН).

## География
Климат местности: тропический. В соответствии с классификацией Кёппена, климат относится к категории Af.

## Галерея

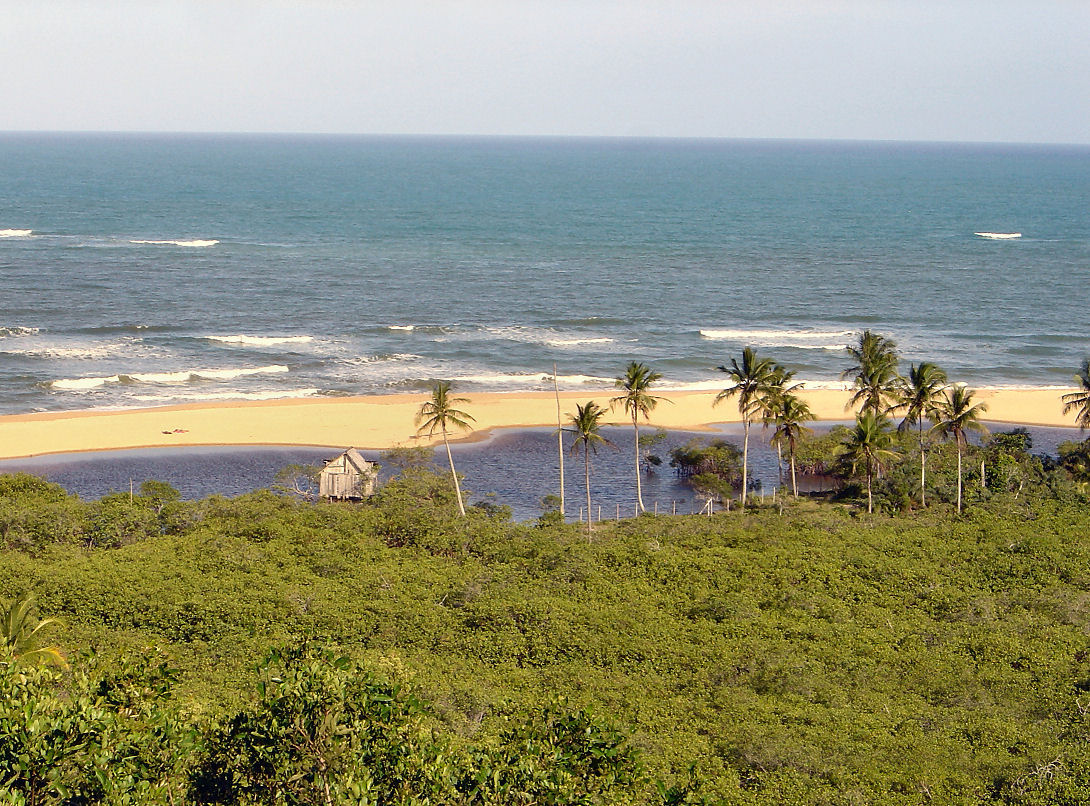
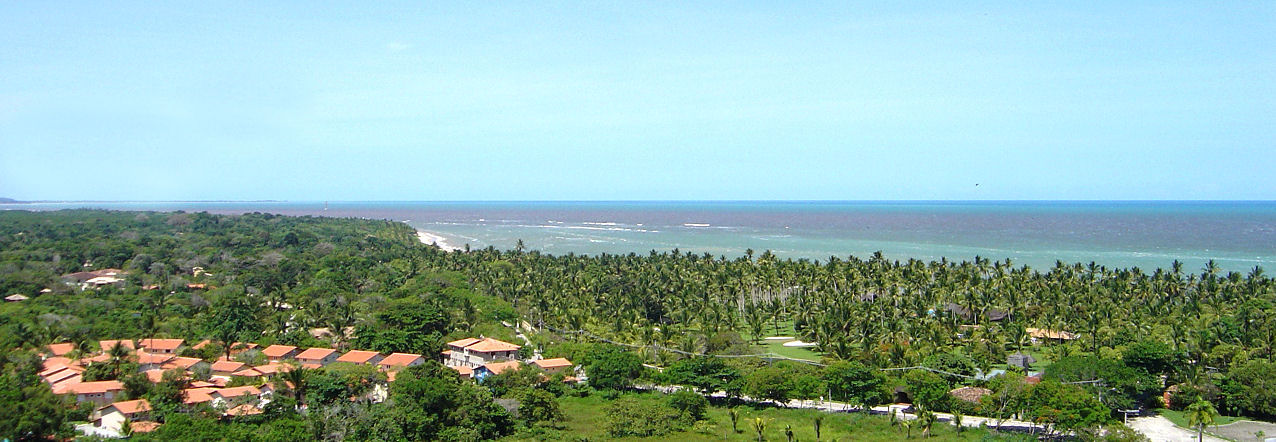
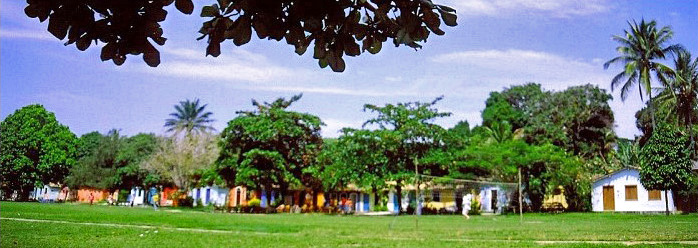
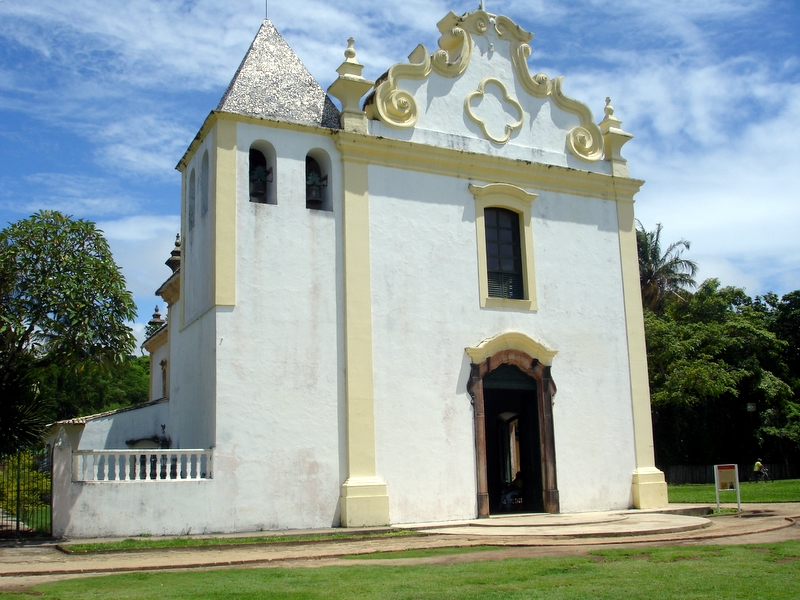
Собор
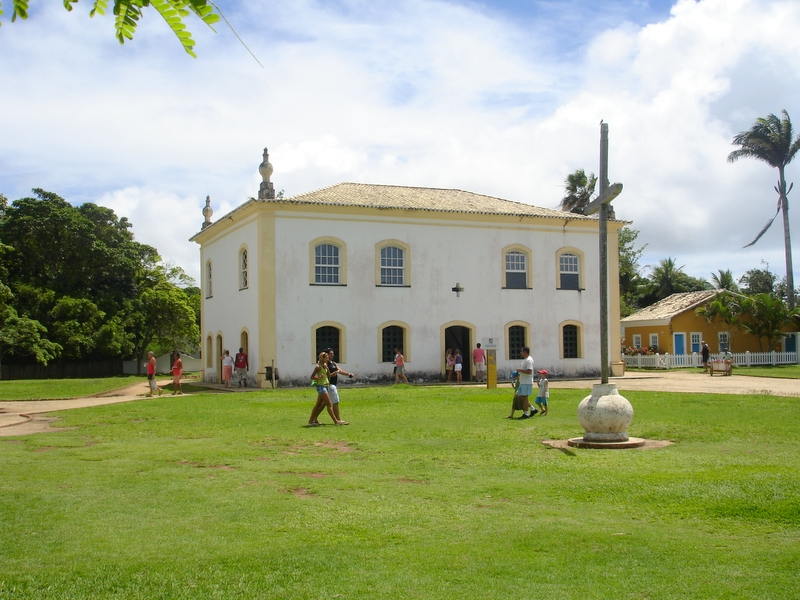